# Milan Šútovec
Milan Šútovec (Turčiansky Svätý Martin, actual Martin, 12 de septiembre de 1940) es un crítico literario, académico, escritor y guionista eslovaco, expolítico checoslovaco del movimiento Público Contra la Violencia, miembro de la Cámara del Pueblo y de la Cámara de las Naciones de la Asamblea Federal de Checoslovaquia después de la Revolución de Terciopelo.

## Biografía
Milan Šútovec nació en 1940. Se licenció en eslovaco e historia en la Facultad de Filosofía y Letras de la Universidad Comenius de Bratislava. Trabajó como editor de la revista Kultúrny život, Slovenské págdy y de la editorial Tatran. Trabajó en el Instituto de Estudios Literarios de la Academia Eslovaca de Ciencias. Desde 1989 figura profesionalmente como publicista y reside en Bratislava.
En enero de 1990 se incorporó a la Cámara del Pueblo como diputado no partidista, afín al partido Público Contra la Violencia, en el marco del proceso de cooptación a la Asamblea Federal después de la Revolución de Terciopelo (por el distrito electoral nº 138 - Karlova Ves, Bratislava). En las elecciones de 1990, se trasladó a la parte eslovaca de la Cámara de las Naciones. Permaneció en el parlamento federal hasta el final del período electoral, es decir, hasta las elecciones de 1992. Desde junio de 1990, fue vicepresidente de la Asamblea Federal y presidente de la Cámara de las Naciones.
Desde 1993 trabaja en la Fundación Konrad Adenuer de Alemania y en 1997 se reincorporó como investigador al Instituto de Literatura Eslovaca de la Academia Eslovaca de Ciencias. Escribió el libro Semióza ako politikum alebo Pomlčková vojna (Semiosis como política o la guerra de las galaxias) sobre los acontecimientos políticos que rodearon la elección del nuevo nombre del Estado checoslovaco en 1990. También escribió el guion de la película Guerra privada, que está inspirada en su novela Hombres y armas sobre el Levantamiento Nacional Eslovaco. Ha publicado diez libros más sobre crítica literaria, estudios literarios y política, incluida la extensa guía enciclopédica Political Slovakia (2019).
En las elecciones parlamentarias de 2006 en Eslovaquia fue incluido como no partidista en la lista de candidatos de la formación Slobodné fórum, que no obtuvo representación parlamentaria. Comentó su nuevo compromiso político como una expresión de la necesidad de restaurar el centro político en la política eslovaca.
Su hijo Martin Šútovec (nombre artístico Shooty) es un conocido dibujante eslovaco.